# Baker (Missouri)
Pour les articles homonymes, voir Baker.
Baker est un village inactif situé à l'est du comté de Stoddard, dans le Missouri, aux États-Unis,. Baker est la plus petite localité incorporée du Missouri.

## Démographie
Lors du recensement de 2000, le village comptait une population de 5 habitants. Elle est estimée, en 2010, à 3 habitants.

### Source de la traduction
- (en) Cet article est partiellement ou en totalité issu de l’article de Wikipédia en anglais intitulé « Baker, Missouri » (voir la liste des auteurs).